# Tambov rouge
La tambov rouge est une race bovine originaire de Russie, dans la région de Tambov.

## Origine
La tambov rouge a été sélectionnée à partir du milieu du XIXe siècle aux environs de Tambov. Elle est issue de races locales croisées avec des vaches du Tyrol (la Tiroler Grauvieh), et améliorées aussi avec des sujets de race devon et de race simmental. Elle est à partir de 1911 renforcée entre elle d'après les recommandations du professeur Pridoroguine et fixée en 1924. Elle est reconnue officiellement en 1948. Elle comprenait 45 000 têtes en 1980.

## Description
La tambov rouge est de constitution robuste et de conformation compacte. Elle a la tête courte et un corps large et profond. Elle est de couleur rouge avec d'éventuelles marques blanches sur l'abdomen, la poitrine, les pis ou les pattes.
Elle peut produire en moyenne 4 059 litres de lait par an. Le bœuf à l'engraissement peut peser 1 250 kg.